# Bente Landheim
Bente Landheim (ur. 25 maja 1990 w Lillehammer) – norweska biathlonistka, medalistka mistrzostw Europy, zwyciężczyni zawodów Pucharu IBU.
17 marca 2011 zadebiutowała w zawodach Pucharu Świata zajmując 55. miejsce w sprincie w Oslo.

## Osiągnięcia

### Mistrzostwa świata
| Rok  | Miejscowość | Konkurencje | Konkurencje | Konkurencje | Konkurencje | Konkurencje | Konkurencje | Konkurencje |
| Rok  | Miejscowość | IN          | SP          | PU          | MS          | RL          | MR          | SR          |
| ---- | ----------- | ----------- | ----------- | ----------- | ----------- | ----------- | ----------- | ----------- |
| 2012 | Ruhpolding  | –           | 46.         | 32.         | –           | –           | –           | –           |

### Puchar Świata

#### Miejsca w klasyfikacji generalnej
| Sezon     | Miejsce |
| --------- | ------- |
| 2011/2012 | 58.     |
| 2012/2013 | 91.     |
| 2013/2014 | 77.     |

### Mistrzostwa świata juniorów
| Rok  | Miejscowość          | Konkurencje | Konkurencje | Konkurencje | Konkurencje | Konkurencje | Konkurencje | Konkurencje |
| Rok  | Miejscowość          | IN          | SP          | PU          | MS          | RL          | MR          | SR          |
| ---- | -------------------- | ----------- | ----------- | ----------- | ----------- | ----------- | ----------- | ----------- |
| 2008 | Ruhpolding           | 34.         | 24.         | 23.         | nd.         | –           | nd.         | –           |
| 2011 | Nové Město na Moravě | 10.         | 9.          | 6.          | nd.         | –           | nd.         | –           |

### Mistrzostwa Europy
| Rok  | Miejscowość          | Konkurencje | Konkurencje | Konkurencje | Konkurencje | Konkurencje | Konkurencje | Konkurencje |
| Rok  | Miejscowość          | IN          | SP          | PU          | MS          | RL          | MR          | SR          |
| ---- | -------------------- | ----------- | ----------- | ----------- | ----------- | ----------- | ----------- | ----------- |
| 2011 | Ridnaun              | 15.         | 20.         | 14.         | nd.         | 9.          | nd.         | –           |
| 2013 | Bansko               | 14.         | 25.         | 22.         | nd.         | 4.          | nd.         | –           |
| 2014 | Nové Město na Moravě | DSQ         | 8.          | 5.          | nd.         | 3.          | nd.         | –           |

### Puchar IBU

#### Miejsca w klasyfikacji generalnej
| Sezon     | Miejsce |
| --------- | ------- |
| 2008/2009 | 104     |
| 2009/2010 | 126     |
| 2010/2011 | 62      |
| 2012/2013 | 17      |
| 2013/2014 | 8       |

#### Miejsca na podium chronologicznie
| Lp. | Dzień        | Rok  | Miejscowość | Konkurencja      | Lokata | Pudła | Czas biegu  | Strata  | Zwycięzca                    |
| --- | ------------ | ---- | ----------- | ---------------- | ------ | ----- | ----------- | ------- | ---------------------------- |
| 1.  | 28 listopada | 2010 | Beitostølen | Sprint na 7,5 km | 2.     | 0+0   | 21:55.6 min | +2.9 s  | Anastasija Kalina            |
| 2.  | 25 listopada | 2012 | Idre        | Sprint na 7,5 km | 1.     | 0+0   | 22:23.0 min | –       | –                            |
| 3.  | 18 stycznia  | 2014 | Ruhpolding  | Sprint na 7,5 km | 2.     | 0+0   | 21:41.8 min | +13.9 s | Kathrin Lang                 |
| 4.  | 29 listopada | 2014 | Beitostølen | Sprint na 7,5 km | 2.     | 0+0   | 21:46.9 min | +10.1 s | Weronika Nowakowska-Ziemniak |